# Kupea electilis
Kupea electilis là một loài bướm đêm trong họ Crambidae.